# Madison Beer
Madison Elle Beer (Jericho, 5 maart 1999) is een Amerikaanse zangeres. Ze vergaarde bekendheid doordat popzanger Justin Bieber een tweet over haar zangkunsten had geplaatst. Kort daarna tekende ze een contract met het Amerikaanse label Island Def Jam.

## Biografie

### Jeugdjaren
Beer werd geboren op 5 maart 1999 in Jericho in de Amerikaanse staat New York als dochter van aannemer Robert Beer en interieurontwerpster Tracie Beer. Ze heeft een jongere broer Ryder. Haar ouders zijn gescheiden en haar vader is opnieuw getrouwd. Ze kreeg thuisonderwijs. Beer verhuisde van New York naar Los Angeles om zo haar zangcarrière uit te bouwen.

### Carrière
Beer begon haar carrière in 2012 door het plaatsen van covers op YouTube. Ze trok aandacht nadat Justin Bieber had getweet over haar zangkunsten. Bieber liet haar een deal maken met hetzelfde platenlabel als waar hij zelf bij zit, namelijk Island Records.
Beer kreeg met een partnerovereenkomst met speelgoedfranchise Monster High en nam een titelsong op voor het merk, getiteld We Are Monster High. In februari 2013 bracht de Amerikaanse zanger Cody Simpson zijn single Valentine opnieuw uit, ditmaal samen met Beer gezongen.
Op 12 september 2013 bracht Beer haar debuutsingle uit, Melodies, dat werd geschreven door het Britse tekstdichtersteam TMS (bestaande uit Peter Kelleher, Ben Kohn en Thomas Barnes) en tekstschrijver Ina Wroldsen. Justin Bieber is te zien in het begin van de videoclip. Het jaar daarop bracht ze haar tweede single Unbreakable uit.
Op 2 januari 2018 bracht ze een minialbum, As She Pleases, uit. Tegen het einde van 2018 werd ze onderdeel van de virtuele meidengroep K/DA van het computerspel League of Legends, waarvoor ze de stem van personage Evelynn is. Ze nam deel aan de nummers Pop/Stars, More en Villain.
In 2019 kreeg Beer een deal met platenlabel Epic Records. Haar eerste studioalbum, Life Support, kwam uit op 26 februari 2021. Voordat het album uitkwam, bracht ze in 2020 de singles Good in Goodbye, Selfish, Baby en Boyshit uit.
Op 6 juni 2021 bracht Beer Reckless uit voor haar tweede studioalbum, Silence Between Songs.
Op 15 september 2023 bracht Beer haar tweede studioalbum uit, Silence Between Songs. Een paar maanden later, op 9 februari 2024, bracht Beer haar single Make You Mine uit. Op 19 juli 2024 bracht Beer haar single 15 MINUTES uit.

## Discografie

### Albums
| Titel                      | Datum van uitkomst | Aantal nummers |
| -------------------------- | ------------------ | -------------- |
| As She Pleases (minialbum) | 2-2-2018           | 7              |
| Life Support               | 26-2-2021          | 17             |
| Silence Between Songs      | 15-9-2023          | 14             |

### Singles
| Jaar | Titel                                     | Album                 |
| ---- | ----------------------------------------- | --------------------- |
| 2013 | "Melodies"                                | n.v.t.                |
| 2014 | "Unbreakable"                             | n.v.t.                |
| 2015 | "All for Love" (met Jack & Jack)          | n.v.t.                |
| 2015 | "Something Sweet"                         | n.v.t.                |
| 2017 | "Dead"                                    | As She Pleases        |
| 2017 | "Say it to My Face"                       | As She Pleases        |
| 2018 | "Home With You"                           | As She Pleases        |
| 2018 | "Hurts Like Hell"                         | n.v.t.                |
| 2019 | "Dear Society"                            | n.v.t.                |
| 2020 | "Good in Goodbye"                         | Life Support          |
| 2020 | "Selfish"                                 | Life Support          |
| 2020 | "Stained Glass"                           | Life Support          |
| 2020 | "Baby"                                    | Life Support          |
| 2020 | "Boyshit"                                 | Life Support          |
| 2021 | "Reckless"                                | Silence Between Songs |
| 2022 | "I Have Never Felt More Alive"            | Motion Picture "Fall" |
| 2022 | "Dangerous"                               | Silence Between Songs |
| 2022 | "Showed Me (How I Fell In Love With You)" | Silence Between Songs |
| 2023 | "Home To Another One"                     | Silence Between Songs |
| 2023 | "Spinnin"                                 | Silence Between Songs |
| 2024 | "Make You Mine"                           | n.v.t.                |
| 2024 | "15 MINUTES"                              | n.v.t.                |
| 2025 | "All At Once"                             | F1 The Album          |

## Tours

### Europa
| Tour           | Plaats                 | Datum            |
| -------------- | ---------------------- | ---------------- |
| As She Pleases | Milaan, Italië         | 11 maart 2018    |
| As She Pleases | Berlijn, Duitsland     | 13 maart 2018    |
| As She Pleases | Frankfurt, Duitsland   | 14 maart 2018    |
| As She Pleases | Hamburg, Duitsland     | 16 maart 2018    |
| As She Pleases | Keulen, Duitsland      | 17 maart 2018    |
| As She Pleases | Brussel, België        | 19 maart 2018    |
| As She Pleases | Parijs, Frankrijk      | 20 maart 2018    |
| As She Pleases | Glasgow, Schotland     | 22 maart 2018    |
| As She Pleases | Manchester, Engeland   | 24 maart 2018    |
| As She Pleases | Londen, Engeland       | 25 maart 2018    |
| As She Pleases | Birmingham, Engeland   | 27 maart 2018    |
| As She Pleases | Nottingham, Engeland   | 28 maart 2018    |
| As She Pleases | Belfast, Ierland       | 30 maart 2018    |
| As She Pleases | Dublin, Ierland        | 31 maart 2018    |
| As She Pleases | Amsterdam, Nederland   | 2 april 2018     |
| Life support   | Madrid, Spanje         | 28 maart 2022    |
| Life support   | Barcelona, Spanje      | 29 maart 2022    |
| Life support   | Milaan, Italië         | 1 april 2022     |
| Life support   | Ciampino, Italië       | 2 april 2022     |
| Life support   | Zürich, Zwitserland    | 3 april 2022     |
| Life support   | München, Duitsland     | 4 april 2022     |
| Life support   | Frankfurt, Duitsland   | 6 april 2022     |
| Life support   | Cologne, Duitsland     | 7 april 2022     |
| Life support   | Brussel, België        | 9 april 2022     |
| Life support   | Parijs, Frankrijk      | 10 april 2022    |
| Life support   | Londen, Engeland       | 12 april 2022    |
| Life support   | Londen, Engeland       | 13 april 2022    |
| Life support   | Manchester, Engeland   | 15 april 2022    |
| Life support   | Birmingham, Engeland   | 16 april 2022    |
| Life support   | Dublin, Ierland        | 18 april 2022    |
| Life support   | Belfast, Ierland       | 19 april 2022    |
| Life support   | Glasgow, Schotland     | 20 april 2022    |
| Life support   | Amsterdam, Nederland   | 22 april 2022    |
| Life support   | Berlijn, Duitsland     | 23 april 2022    |
| Life support   | Hannover, Duitsland    | 24 april 2022    |
| Life support   | Kopenhagen, Denemarken | 26 april 2022    |
| Life support   | Stockholm, Zweden      | 27 april 2022    |
| Life support   | Oslo, Noorwegen        | 28 april 2022    |
| Spinnin tour   | Stockholm, Zweden      | 24 februari 2024 |
| Spinnin tour   | Oslo, Noorwegen        | 25 februari 2024 |
| Spinnin tour   | Brussel, België        | 28 februari 2024 |
| Spinnin tour   | Amsterdam, Nederland   | 29 februari 2024 |
| Spinnin tour   | Luxemburg, Luxemburg   | 1 maart 2024     |
| Spinnin tour   | Cologne, Duitsland     | 3 maart 2024     |
| Spinnin tour   | Warschau, Polen        | 5 maart 2024     |
| Spinnin tour   | München, Duitsland     | 7 maart 2024     |
| Spinnin tour   | Wenen, Oostenrijk      | 9 maart 2024     |
| Spinnin tour   | Praag, Tsjechië        | 10 maart 2024    |
| Spinnin tour   | Zürich, Zwitserland    | 12 maart 2024    |
| Spinnin tour   | Milaan, Italië         | 13 maart 2024    |
| Spinnin tour   | Barcelona, Spanje      | 16 maart 2024    |
| Spinnin tour   | Madrid, Spanje         | 17 maart 2024    |
| Spinnin tour   | Parijs, Frankrijk      | 20 maart 2024    |
| Spinnin tour   | Manchester, Engeland   | 22 maart 2024    |
| Spinnin tour   | Birmingham, Engeland   | 23 maart 2024    |
| Spinnin tour   | Glasgow, Schotland     | 24 maart 2024    |
| Spinnin tour   | Londen, Engeland       | 25 maart 2024    |
| Spinnin tour   | Leeds, Engeland        | 28 maart 2024    |
| Spinnin tour   | Liverpool, Engeland    | 29 maart 2024    |
| Spinnin tour   | Dublin, Ierland        | 31 maart 2024    |
| Spinnin tour   | Londen, Engeland       | 2 april 2024     |

## Filmografie
- Louder Than Words - Amy (2013)